# Шпанів (зупинний пункт)
Шпа́нів — пасажирська зупинна залізнична платформа Рівненської дирекції Львівської залізниці.
Розташована в селі Шпанів Рівненського району Рівненської області на лінії Рівне — Сарни між станціями Решуцьк (11 км) та Рівне (5 км).
Станом на вересень 2017 р. на платформі зупиняються приміські поїзди.